# Bob Hewitt
Bob Hewitt (Dubbo, 12 gennaio 1940) è un ex tennista australiano naturalizzato sudafricano.

## Biografia
Nato e formato tennisticamente in Australia, assunse la cittadinanza sudafricana dopo essersi sposato con Dalaille di Johannesburg nel 1967.
Nel 2012 è stato accusato di abusi sessuali nei confronti di allieve minorenni avvenuti durante il periodo da allenatore, a seguito del processo è stato ritenuto colpevole e condannato ad otto anni di carcere.

## Carriera
È considerato uno dei più grandi giocatori di doppio della storia, specialità in cui vinse tutti i titoli del Grande Slam e un totale di 54 tornei.
In doppio conquistò cinque volte il torneo di Wimbledon: nel 1962 in coppia con Fred Stolle, battendo in finale gli jugoslavi Boro Jovanović e Niki Pilic per 6-2, 5-7, 6-2, 6-4. Nel 1964, sempre con Stolle, sconfisse gli australiani Roy Emerson e Ken Fletcher per 7-5, 11-9, 6-4. Nel 1967 con Frew McMillan batté nuovamente in finale la coppia Emerson-Fletcher in tre set: 6-2, 6-3, 6-4. McMillan gli farà da partner anche nel 1972 e nel 1978; in quest'ultima occasione i due sconfissero gli statunitensi Peter Fleming e John McEnroe per 6-1, 6-4, 6-2.
Hewitt-McMillan vinsero il torneo di doppio anche agli US Open 1977, battendo in finale Brian Gottfried e Raúl Ramírez
In singolare Hewitt vinse quattro tornei, giungendo tre volte in semifinale agli Australian Open. Nel 1960 venne eliminato da Neale Fraser in tre set (8-6, 6-4, 11-9). Nel 1962 fu sconfitto dal vincitore del torneo Rod Laver in quattro set (6-1, 4-6, 6-4, 7-5). Nel 1963 perse nuovamente contro il futuro vincitore del torneo, Roy Emerson, in quattro set (8-6, 6-4, 3-6, 9-7).
Nel 1992 è stato introdotto nell'International Tennis Hall of Fame per poi esserne espulso nel 2016 dopo le condanne per stupro.